# Нетунаев, Андрей Анатольевич
Андрей Анатольевич Нетунаев (5 сентября 1960) — советский и российский футболист, играл на позиции защитника и полузащитника.

## Карьера
Взрослую карьеру начинал в 1978 году в клубе «Труд» Волжский. В 1984 году выступал за клуб «Целинник». В 1987 году перешёл в «Океан» Находка. 7 августа 1993 года в выездном матче 23-го тура против «Ростсельмаша», дебютировал за клуб в матчах высшей лиги, проведя полный матч. Сезон 1993 года в основном провёл в дублирующей команде. Профессиональную карьеру завершил в 1994 году в «Океане», проведя в году всего 1 матч в Кубке России.